# 金田諦應
金田 諦應（かねた たいおう、1956年4月12日 - ）は、日本の僧侶。曹洞宗通大寺住職。日本臨床宗教師会副会長。宮城県出身。

## 来歴
栗原市生まれ。1979年、駒澤大学仏教学部卒業。1982年、同大学院修士課程修了。2000年、通大寺の住職に就任。
東北大学大学院 実践宗教学寄附講座運営委員長。日本スピリチュアルケア学会会員。傾聴移動喫茶「カフェ・デ・モンク」主宰。

## 著書
- 傾聴のコツ - 話を「否定せず、遮らず、拒まず」　三笠書房　2019.1[9]
- 東日本大震災 - 3.11生と死のはざまで　春秋社　2021.1[10]